# ميثاجو
ميثاجو هو فيلم إثارة سياسي بلغة التاميل من تأليف وإخراج كيتو. تم إنتاج الفيلم بواسطة تاميل إيلام بدعم منالتاميل فيسوا . موسيقى الفيلم مقدمة من برافين. في البداية، كان من المتوقع إطلاق الفيلم في 26 نوفمبر 2020. لكن بسبب جائحة كورونا وبعض القضايا تم تأجيله وقيل أنه سيصدر في عام 2021. ثم في 25 يونيو 2021، أطلقت موقع BS VALUE ODT. يستند الفيلم إلى أحداث حقيقية من تاميل إيلام وكيف شهدت خيانة التاميل هناك القمع ولماذا بدأ زعيم جبهة نمور تحرير تاميل إيلام برابهاكاران القتال من أجل التحرير هناك. يحكي الفيلم قصة الحياة المبكرة لزعيم جبهة نمور تحرير تاميل إيلام فيلوبيلاي برابهاكاران. تدور أحداث الفيلم حول سيرته الذاتية وقصة الفيلم. ينتهي الفيلم بالوضع السياسي في سريلانكا، والفظائع التي ارتكبتها الأصولية السنهالية البوذية واغتيال العمدة ألفريد دورايابا، الذي شارك في مقتل تسعة من التاميل في الهجوم السنهالي في المؤتمر العالمي لأبحاث التاميل في جافنا. الرئيس برابهاكاران ورفاقه باسم نمور التاميل الجديدة. يعرض فيلم إيلام النضالات وقصص الحياة وأحداث حياة التاميل.

## جوهر القصة
يعرض الفيلم الأحداث الحقيقية التي وقعت في تاميل إيلام لقمع طبقة التاميل، ويتحدث عن كيف ولماذا حدث النضال من أجل استقلال التاميل في دولة جزيرة المحيط الهندي في سريلانكا. يتحدث الفيلم أيضًا عن صعود البطل التاميل الشهير برابهاكاران.

## الممثلون
- كوتي ماني (الشاب برابهاكاران)
- ايشوار باشا
- مادونيكا
- فوز
- أناندان
- فينود ساجار (شهرة رتشاسان)
- عمانوئيل
- ليسي أنتوني ( سيريما باندارانايكي )

## أغنية
قام برافين كومار بتأليف موسيقى الفيلم
| رقم سري. | أغنية           | المطربين    | صفوف                               | الطول (م: ث) |
| 1        | براعم الربيع    | عديبراكاش:  | تاميل إيلام الشاعر الوطني. துவை த்தினத | 03:52        |
| 2        | في سجل الأوكتاف | روزا أديتيا | الشاعر د. திருக்்                      | 03:65        |
| 3        | من خلال اللحاء  | عديبراكاش:  | د. ிட்டு                              | 03:14        |

## مرحبا
قيمة BS في عام 2021، 25 يونيو. أصدر فيلم DD مشهد. تلقى الفيلم آراء إيجابية في الغالب. في الهندوسية التاميلية اليومية. في استعراض لينين، "من الآمن أن نقول إنه بسبب ميزانية الفيلم، فإن صورة الفيلم الوثائقي قد تشوهت في بعض الأماكن. ولكن من وجهة النظر السياسية، التي تصور بدقة ألم ولغة شعب إيلام، يمكن اعتبار الفيلم قفزة مثالية في البساطة والتركيز على الشاشة. "كمجاملة.

## أشير. اقتبس
1. ↑  எஸ். எஸ். லெனின், ஓடிடி உலகம்: திரும்பிப் பார்க்கவைத்த 2 படங்கள், கட்டுரை, இந்து தமிழ் 2021, சூலை, 2 نسخة محفوظة 2021-07-09 على موقع واي باك مشين.

## روابط خارجية
- الموقع الرسمي لإدارة إنتاج شاشة Tamil Eelam: https://tamileelathiraikalam.com/
- ميثاجو  في قاعدة بيانات الأفلام على الإنترنت (بالإنجليزية)
- سيرة Velupillai Prabhakaran "Medaku"؟ الحقيقة والعنف وبعض الإصلاح! - مجلة فيكاتان (26 يونيو 2021)